# Sciotettix sakishimensis
Sciotettix sakishimensis är en insektsart som först beskrevs av Ichikawa 1997.  Sciotettix sakishimensis ingår i släktet Sciotettix och familjen torngräshoppor.

## Underarter
Arten delas in i följande underarter:
- S. s. yonaguniensis
- S. s. sakishimensis